# Житен (Добричская область)
Житен (болг. Житен) — село в Болгарии. Находится в Добричской области, входит в общину Генерал-Тошево. Население составляет 233 человека (на сентябрь 2010 года).

## Политическая ситуация
В местном кметстве Житен, в состав которого входит Житен, должность кмета (старосты) исполняет Илия Добрев Илиев (коалиция в составе 3 партий: Политическое движение социал-демократов (ПДСД), Болгарская социалистическая партия (БСП), ПДСД,БСП) по результатам выборов.
Кмет (мэр) общины Генерал-Тошево — Димитр Михайлов Петров (коалиция в составе 2 партий: Политическое движение социал-демократов (ПДСД), Болгарская социалистическая партия (БСП)) по результатам выборов.